# Suicide ou Crime
Pour les articles homonymes, voir A Man Betrayed.
Pour plus de détails, voir Fiche technique et Distribution.
Suicide ou Crime (A Man Betrayed) est un film américain réalisé par John H. Auer, sorti en 1941.
Auer avait réalisé cinq ans auparavant un autre film nommé A Man Betrayed.

## Synopsis
Johnny Smith, un joueur de basket, fête la victoire de son équipe dans le Club Inferno  de Temple City. Il se rend compte que les dés avec lesquels il joue sont pipés. Lorsqu'il s'en prend au propriétaire du club, T. Amato, il est abattu par le frère de celui-ci. À cause de ses connexions avec Amato, Tom Cameron, un homme politique qui craint pour sa réélection, fait en sorte que la mort de Johnny soit enregistrée comme un suicide. Lynn Hollister, un avocat ami de Johnny, a des doutes sur ce verdict et se rend à Temple City pour enquêter.

## Fiche technique
- Titre original : A Man Betrayed
- Titre français : Suicide ou Crime
- Titre anglais : Citadel of Crime
- Réalisation : John H. Auer
- Scénario : Isabel Dawn
- Adaptation : Tom Kilpatrick
- Direction artistique : John Victor MacKay
- Costumes : Gwen Wakeling
- Photographie : Jack A. Marta
- Montage : Charles Craft
- Musique : Mort Glickman, Paul Sawtell
- Production associée : Armand Schaefer
- Société de production : Republic Pictures
- Société de distribution : Republic Pictures
- Pays de production :  États-Unis
- Langue originale : anglais
- Format : noir et blanc — 35 mm — 1,37:1 — son Mono (RCA Sound System)
- Genre : Film policier
- Durée : 82 minutes
- Dates de sortie : 
  - États-Unis : 15 février 1942
  - France : 13 décembre 1946

## Distribution
- John Wayne : Lynn Hollister
- Frances Dee : Sabra Cameron
- Edward Ellis : Tom Cameron
- Wallace Ford : Casey
- Ward Bond : Floyd
- Harold Huber : Morris Slade
- Alexander Granach : T. Amato
- Barnett Parker : George
- Edwin Stanley : le procureur
- Harry Hayden : Langworthy
- Tim Ryan : Wilson
- Russell Hicks : Pringle
- Pierre Watkin : le gouverneur
- Ferris Taylor (en) : le maire
- Robert Homans : un policier